# قراخیل
قراخیل، شهری است از توابع بخش مرکزی شهرستان قائم‌شهر در استان مازندران ایران.

## جمعیت
این روستا در بالاتجن قرار داشته و براساس آخرین سرشماری مرکز آمار ایران که در سال ۱۳۸۵ صورت گرفته، جمعیت آن ۵۸۱۲ نفر (۱۰۸۳خانوار) بوده‌است. مردم قراخیل طبری تبار می باشند و به گویش قائمشهری که یکی از گویش های زبان مازندرانی است صحبت می کنند.